# Suzan Daniel
Suzan Daniel, de nacimiento Suzanne De Pues (Bruselas, 1918 - Uccle, 15 de noviembre de 2007) fue una activista lesbiana belga fundadora del primer grupo LGTBI en Bélgica.

## Biografía
Suzan Daniel fue la primera mujer crítica de cine belga. Su seudónimo está inspirado en el nombre de pila de la actriz Danielle Darrieux. Se vio inmersa en el ambiente homosexual de la Bruselas de los años 30, del que poco a poco se fue convirtiendo en líder.
En 1953, asistió al Comité Internacional para la Igualdad Sexual que tuvo lugar en Ámsterdam, lo que la animó a fundar el Centro Cultural de Bélgica (CCB), el primer grupo lgtbi en Bélgica, dedicado no al activismo político sino a reuniones y eventos culturales para personas del colectivo LGTBi. Ella lanzó así el movimiento lgtbi en Bélgica. Única mujer entre los responsables, abandonó sin embargo la asociación al año siguiente de su creación por el sexismo que experimentó allí, y se retiró de la comunidad LGBT cayendo luego en el olvido. El mismo año, en 1954, el CCB pasó a llamarse Centre de loisirs et culture por los hombres que quedaron, y gradualmente se volvió predominantemente francófono y masculino.
El nombre del Centro Belga de Cultura y Ocio deliberadamente no hace referencia a la homosexualidad para no escandalizar a la sociedad.[cita requerida]
En 1996, se creó un archivo homosexual y se nombró en su honor.
En 2019, la nueva pasarela que pasa sobre el canal Willebroeck en Bruselas, que conecta Tour et Taxis con la Gare du Nord, fue nombrada puente Suzan Daniel en su honor.